# Пелих Віктор Григорович
Віктор Григорович Пелих (24 березня 1957, село Чулаківка Голопристанського району Херсонської області — 30 листопада 2022, місто Херсон) — український діяч, голова Херсонської обласної ради (2010—2014 рр.). Доктор сільськогосподарських наук (2013), професор (2013), заслужений діяч науки і техніки України, академік НААНУ

## Життєпис
У 1977 році закінчив середню школу і вступив до Херсонського сільськогосподарського інституту імені Цюрупи. У 1983 році здобув вищу освіту в Херсонському сільськогосподарському інституті імені Цюрупи за спеціальністю зоотехнія, набув фах зооінженера.
У 1983—1984 роках — старший зоотехнік, головний зоотехнік радгоспу «Піонер» Українського науково-дослідницького інституту зрошуваного землеробства. Член КПРС.
У 1984—1988 роках — 1-й секретар Нововоронцовського районного комітету ЛКСМУ Херсонської області.
У 1988—1990 роках — 2-й секретар Нововоронцовського районного комітету КПУ Херсонської області.
З 1991 року — доцент кафедри механізації Херсонського сільськогосподарського інституту імені Цюрупи. У 1992—1998 роках — доцент кафедри механізації і безпеки життєдіяльності Херсонського сільськогосподарського інституту імені Цюрупи. З 1993 по 2010 рік — також голова профкому Херсонського сільськогосподарського інституту, університету.
З 1998 по липень 2010 року — завідувач кафедри технології зберігання та переробки сільськогосподарської продукції Херсонського державного аграрного університету. У березні 2003 року захистив докторську дисертацію «Теоретичне обґрунтування та практична реалізація удосконалених методів селекції у тваринництві». Член Партії регіонів.
20 липня 2010 — 27 лютого 2014 року — голова Херсонської обласної ради.
З 2014 року — професор, завідувач кафедри технологій переробки та зберігання сільськогосподарської продукції Херсонського державного аграрного університету.
15 жовтня 2020 р. обраний академіком Національна академія аграрних наук України в галузі тваринництва.
Автор трьох монографій, понад 200 наукових праць, патентів та чотирьох підручників і посібників.
Під час російської окупації Херсона залишався в місті та «гуртував біолого-технологічний факультет, своєю життєвою позицією надавав наснаги та впевненості колективу» - йдеться у повідомленні ХДАЕУ   Помер в результаті інфаркту.